# Мерішору (Димбовіца)
Мерішору (рум. Merișoru) — село у повіті Димбовіца в Румунії. Входить до складу комуни Вирфурі.
Село розташоване на відстані 85 км на північний захід від Бухареста, 20 км на північ від Тирговіште, 62 км на південь від Брашова.

## Населення
За даними перепису населення 2002 року у селі проживали 196 осіб, усі — румуни. Усі жителі села рідною мовою назвали румунську.